# 三宅重光
三宅 重光（みやけ しげみつ、1911年（明治44年）2月27日 - 1996年（平成8年）9月7日）は、日本の銀行家。日本銀行理事。東海銀行頭取。JR東海会長。

## 人物
大阪府大阪市生まれ。東京帝国大学法学部政治学科卒。1933年日本銀行入行。総務部長、名古屋支店長を経て、1962年理事。
1967年東海銀行に転じ副頭取、翌年頭取に就任。1974年中部圏開発整備審議会委員。1974年日本銀行参与。1975年東海銀行会長、名古屋駐在スウェーデン王国名誉領事。1987年JR東海会長。

## 親族
日本銀行総裁を務めた井上準之助は岳父。

## 著書
- 『うたかたの記』日本経済新聞社、1983年9月。
- 乾豊彦、河野一之、鈴木剛、東条猛猪、田嶋一雄、三宅重光『私の履歴書 経済人〈21〉』日本経済新聞社、1986年12月。ISBN 978-4532030933。
  - 乾豊彦、河野一之、鈴木剛、東条猛猪、田嶋一雄、三宅重光『私の履歴書 経済人〈21〉』日本経済新聞社、2004年6月（復刻版）